# Wasagamack
Wasagamack (službeni naziv Wasagamack First Nation; banda broj 299), jedna od bandi (prvih nacija) Oji-Cree Indijanaca, naseljenih na trima rezervama u Manitobi, oko 610 kilometara sjeveroistočno od Winnipega.
Rezerve: Feather Rapids, na sjevernoj pbali jezera Pelican (472 ha); Naytawunkank na južnoj obali jezera Bigstone (414.80 ha); i Wasagamack na zapadnoj obali Island Lake (7446.2 ha).
S bandama Garden Hill, St. Theresa Point i Red Sucker Lake pripadaju plemenskom vijeću Island Lake Tribal Council (ILTC). Govore dijalektom Oji-Cree. Populacija registriranih članova je 1.882 (2012).
Plemensko vijeće sastoji se od poglavice i 6 viječnika. Poglavica: Alex McDougall.

## Vanjske poveznice
- Wasagamack First Nation  Arhivirana inačica izvorne stranice od 3. lipnja 2012. (Wayback Machine)